# Список национальных и природных парков Хорватии
Список национальных и природных парков Хорватии:
В число главных охраняемых природных достопримечательностей Хорватии входят восемь национальных парков и одиннадцать природных парков. Общая площадь национальных парков — 994 км², из которых 235 км² приходятся на водную поверхность. Понятия «национальный парк» и «природный парк» определены в пунктах 11 и 13 Закона об охране природы.

## Национальные парки
|    | Название парка   | Дата получения статуса | Расположение                                     | Изображение |
| 1. | Плитвицкие озёра | 1949                   | Динарское нагорье, к югу от города Слунь         |             |
| 2. | Пакленица        | 1949                   | Южная часть Велебита, к северо-востоку от Задара |             |
| 3. | Рисняк           | 1953                   | Горски Котар, к северо-западу от Делнице         |             |
| 4. | Млет             | 1960                   | остров в южной Далмации                          |             |
| 5. | Корнаты          | 1964                   | архипелаг в центральной Далмации                 |             |
| 6. | Бриони           | 1983                   | архипелаг возле побережья Истрии                 |             |
| 7. | Крка             | 1985                   | долина реки Крка между городами Книн и Скрадин   |             |
| 8. | Северный Велебит | 1999                   | Северная часть Велебита, к югу от Сеня           |             |

## Природные парки
|     | Название парка | Расположение                                                                            | Изображение |
| 1.  | Копачки Рит    | Неподалёку от города Осиек, на границе с Сербией, рядом с местом впадения Дравы в Дунай |             |
| 2.  | Папук          | Горная цепь в Славонии рядом со Слатиной и Даруваром                                    |             |
| 3.  | Лоньско поле   | Рядом с городом Сисак, вдоль реки Сава                                                  |             |
| 4.  | Медведница     | К северу от Загреба                                                                     |             |
| 5.  | Жумберак       | Хорватско-словенский парк. Ближайшие города — Ново-Место и Самобор                      |             |
| 6.  | Учка           | Высочайший горный массив полуострова Истрия                                             |             |
| 7.  | Велебит        | Горная цепь вдоль Адриатического побережья                                              |             |
| 8.  | Вранское озеро | Самое большое озеро страны, недалеко от Биограда-на-Мору                                |             |
| 9.  | Телашчица      | Парк расположен на острове Дуги-Оток                                                    |             |
| 10. | Биоково        | Горная гряда около города Макарска                                                      |             |
| 11. | Ластово        | Самый южный остров Хорватии                                                             |             |